# Catorce Puntos

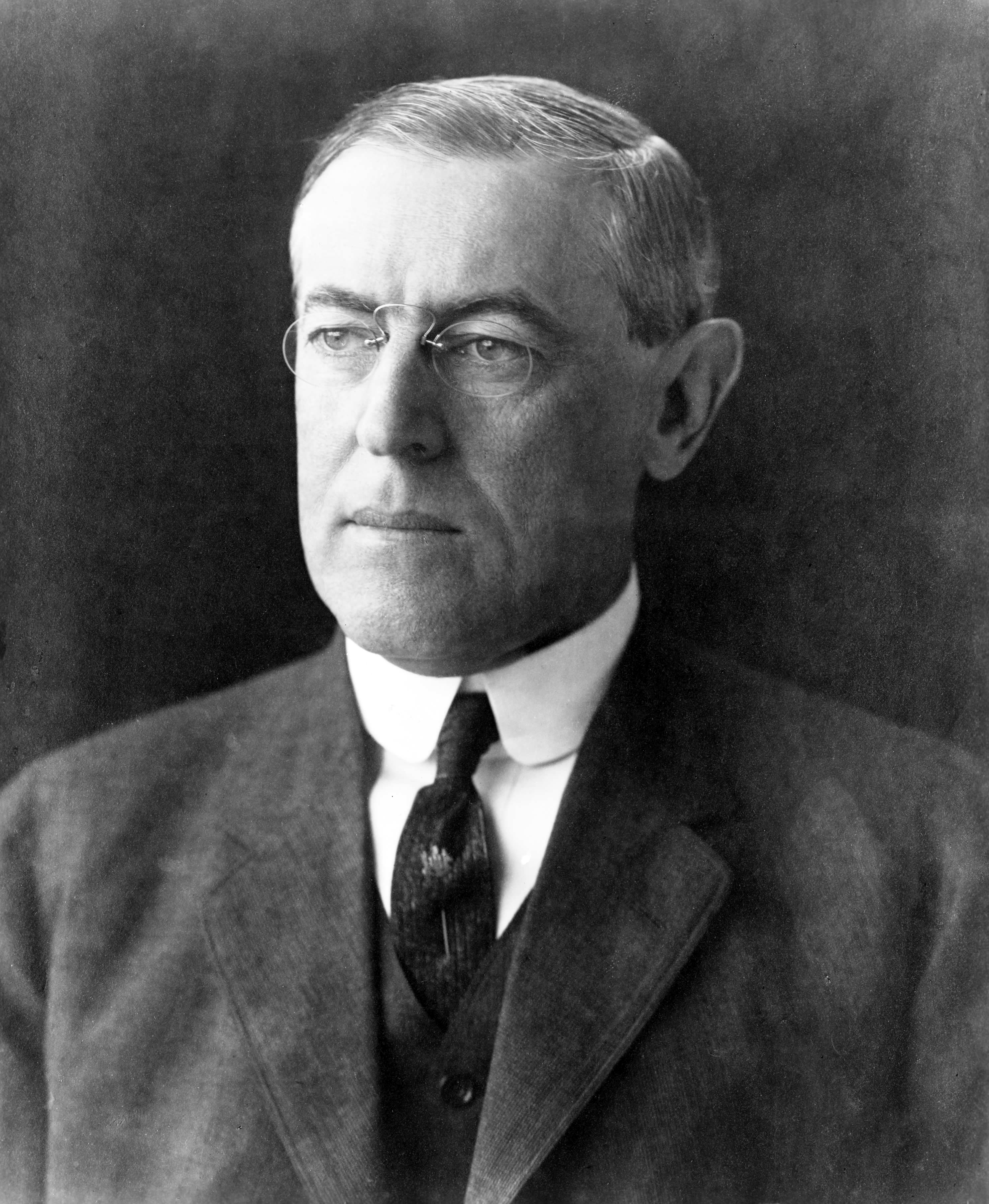
Imagen del presidente Wilson.

Los Catorce Puntos fueron una serie de propuestas realizadas en 1918 por el presidente estadounidense Woodrow Wilson en un discurso dirigido al Congreso de los Estados Unidos, con el fin de crear unos nuevos objetivos bélicos defendibles moralmente para la Triple Entente y que pudiesen servir de base para unas negociaciones de paz con los Imperios Centrales en las postrimerías de la Primera Guerra Mundial. Sin embargo, sus principales aliados (Georges Clemenceau de Francia, David Lloyd George del Reino Unido y Vittorio Orlando de Italia) se mostraron escépticos acerca de la aplicabilidad del idealismo wilsoniano.

## Contexto

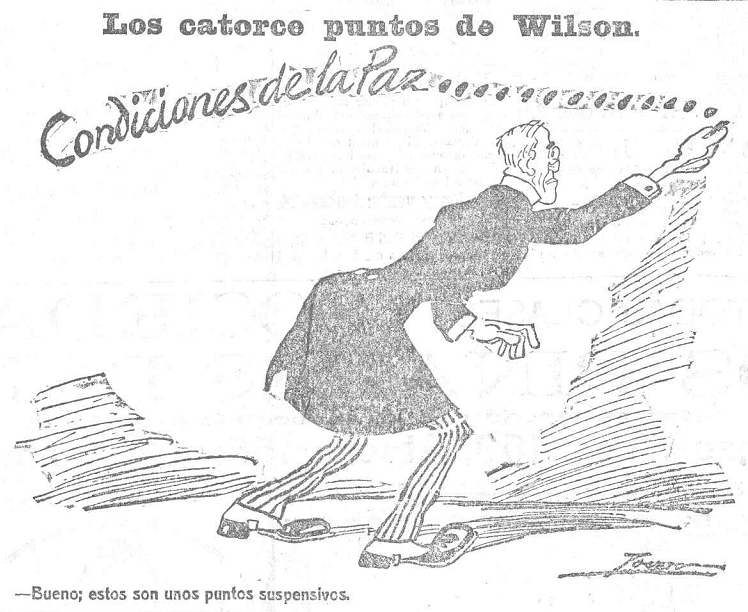
«Los catorce puntos de Wilson», caricatura de Tovar publicada en Heraldo de Madrid el 30 de diciembre de 1918.

Hacia el final de la Gran Guerra, el 8 de enero de 1918, el presidente de los Estados Unidos, Woodrow Wilson hizo una llamada a las naciones europeas en conflicto para que detuvieran el fuego y dieran paso a la reconstrucción del continente.
Para esto redactó un discurso conocido como los «Catorce Puntos», que no era más que una serie de propuestas que permitirían desvanecer el fantasma de la guerra en todo el planeta y la conformación de un nuevo orden mundial. El discurso fue dado el 8 de enero de 1918 ante el Congreso de los Estados Unidos. La intención del presidente era presentar unos objetivos bélicos para la Entente que permitiesen alcanzar la paz y contrarrestar la propaganda pacifista bolchevique; la propuesta de Trotski para negociar una paz inmediata había sido rechazada por la Entente poco antes y esta deseaba evitar con su propia propuesta el efecto adverso de haber rehusado negociar la paz mientras que los Imperios Centrales habían aceptado.
El presidente basó sus propuestas recogidas en los Puntos en las sugerencias presentadas en un informe de la junta informal del Congreso de los Estados Unidos encargada de preparar la futura conferencia de paz pocos días antes.

## Los «Catorce Puntos de Woodrow Wilson»
Dichos puntos son:
1. Convenios abiertos y no diplomacia secreta en el futuro.
2. Libertad de navegación en la paz y en la guerra fuera de las aguas jurisdiccionales, excepto cuando los mares quedasen cerrados por un acuerdo internacional.
3. Desaparición, tanto como sea posible, de las barreras económicas.
4. Garantías adecuadas para la reducción de los armamentos nacionales.
5. Reajuste de las reclamaciones coloniales, de tal manera que los intereses de los pueblos merezcan igual consideración que las aspiraciones de los gobiernos, cuyo fundamento habrá de ser determinado.
6. Evacuación de todo el territorio ruso, dándose a Rusia plena oportunidad para su propio desarrollo con la ayuda de las potencias.
7. Plena restauración de Bélgica en su completa y libre soberanía.
8. Liberación de todo el territorio francés y reparación de los perjuicios causados por Prusia en 1871.
9. Reajuste de las fronteras italianas de acuerdo con el principio de la nacionalidad.
10. Oportunidad para un desarrollo autónomo de los pueblos del Imperio austrohúngaro.
11. Evacuación de Rumanía, Serbia y Montenegro, concesión de un acceso al mar a Serbia y arreglo de las relaciones entre los Estados balcánicos de acuerdo con sus sentimientos y el principio de nacionalidad.
12. Seguridad de desarrollo autónomo de las nacionalidades no turcas del Imperio otomano, y el Estrecho de los Dardanelos libres para toda clase de barcos.
13. Declarar a Polonia como un estado independiente, que además tenga acceso al mar.
14. La creación de una asociación general de naciones, a constituir mediante pactos específicos con el propósito de garantizar mutuamente la independencia política y la integridad territorial, tanto de los Estados grandes como de los pequeños.

De este último punto sale la iniciativa para la conformación de la Sociedad de Naciones, antecedente de las Naciones Unidas.